# Стуршьон
Вижте пояснителната страница за други значения на Стуршьон.
Стуршьон (на шведски: Storsjön, буквално великото езеро) е 5-ото по големина езеро в Швеция (лен Йемтланд). Площта му е 456,33 km², обемът – 8,02 km³, средната дълбочина – 17,3 m, максималната – 74 m.

## Географско характеристика
Езерото Стуршьон е разположено в централната част на Швеция, в центъра на лена Йемтланд. То заема дълбока тектонска котловина с ледников произход. Има гористи, стръмни и силно разчленени брегове с дължина 439 km, дължина от север на юг 70 km и максимална ширина от североизток на югозапад около 25 km. Състои се от 5 обособени части: централна най-дълбока и компактна част; на северозапад – залива Квинтслевикен, на североизток – залива Ашьон, на изток – залива-фиорд Брунфловикен; на юг – дългия (48 km) и тесен залив-фиорд Мирвикен. В централната му част са разположени няколко големи (Фрьосьон, Нордерьон, Андершьон, Исьон, Веркьон) и множество малки острови. През него от крайната му северозападна част (залива Квинтслевикен) до крайната му североизточна част (залива Ашьон), при град Крокум протича река Индалселвен, вливаща се в западната част на Ботническия залив на Балтийско море.
Водосборният басейн на Стуршьон е с площ 12 100 km², като малка част от него е на норвежка територия. В него се вливат няколко реки, като най-големи са Индалселвен и Дамон, вливащи се в северозападната му част – залива Квинтслевикен.
Езерото Стуршьон е разположено на 292,8 m н.в., като колебанията на водното му ниво през годината са незначителни и плавни, с малко по-високо ниво през лятото. По този начин годишният му отток е почти постоянен и с малки отклонения. Замръзва през ноември, а се размразява през май.

## Стопанско значение, селища
В езерото се извършва транспортно и туристическо корабоплаване. Обект е на воден туризъм. По силно разчленените му брегове и заливи са разположени няколко предимно малки населени места, почивни станции, хотели, къмпинги и др., като най-голямото селище е град Йостершунд (административен център на лена Йемтланд), в най-източната му част, на брега на залива фиорд Брумфловикен, срещу остров Фрьосьон.